# Mai 1988
Acest articol este generat integral pe baza informațiilor din articolul 1988 și este actualizat periodic de un robot.
 Editările făcute în articol vor fi șterse la următoarea actualizare! Dacă doriți să faceți modificări, editați articolul-sursă.

ianuarie -
februarie -
martie -
aprilie -
mai -
iunie -
iulie -
august -
septembrie -
octombrie -
noiembrie -
decembrie
Mai 1988 a fost a cincea lună a anului și a început într-o zi de duminică.

## Evenimente
- 5 mai: Televiziunea niponă efectuează prima transmisiune în direct de pe vârful Everest (Himalaya), cel mai înalt munte din lume.
- 8 mai: Alegeri prezidențiale în Franța. François Mitterrand este reales.

## Nașteri
- 2 mai: Katarina Krpež Slezak, handbalistă sârbă
- 4 mai: Mihaela Buzărnescu, jucătoare română de tenis
- 4 mai: Radja Nainggolan Bogaerts, fotbalist belgian
- 5 mai: Adele (Adele Laurie Blue Adkins), cântăreață și compozitoare britanică
- 5 mai: Laurențiu Petean, fotbalist român
- 6 mai: Dan Nistor, fotbalist român
- 6 mai: Călin Virgil Cristea, fotbalist român
- 7 mai: Takayuki Morimoto, fotbalist japonez (atacant)
- 7 mai: Pavel Suhov, scrimer rus
- 7 mai: Andreea Chițu, judocană română
- 7 mai: Nathan Burns, fotbalist australian
- 8 mai: Maicon Pereira de Oliveira, fotbalist brazilian (atacant), (d. 2014)
- 8 mai: Ekaterina Djukeva, handbalistă bulgară
- 9 mai: Cristian Costel Melinte, fotbalist român
- 10 mai: Adam David Lallana, fotbalist englez
- 10 mai: Alexandru Dumitrescu, canoist român
- 11 mai: Zhu Min, scrimeră chineză
- 12 mai: Marcelo Vieira (Marcelo Vieira da Silva Júnior), fotbalist brazilian
- 12 mai: Marcelo Vieira da Silva Júnior, fotbalist brazilian
- 13 mai: Borja Navarro (Borja Navarro Landáburu), fotbalist spaniol
- 15 mai: Chauncey Hardy, baschetbalist american (d. 2011)
- 15 mai: Camilla Dalby, handbalistă daneză
- 15 mai: Sergiu Cojocari, fotbalist din R. Moldova
- 16 mai: Vicky Kaushal, actor indian
- 17 mai: Nikki Reed, actriță americană
- 17 mai: Elena Ionescu, cântăreață română
- 17 mai: Koki Yonekura, fotbalist japonez
- 18 mai: Ksenija Sidorova, muziciană letonă
- 21 mai: Artur Ahmathuzin, scrimer rus
- 21 mai: Paul Pepene, schior de fond român
- 24 mai: Everton Luiz Guimarães Bilher, fotbalist brazilian
- 25 mai: Mato Jajalo, fotbalist bosniac
- 26 mai: Cuadrado (Juan Guillermo Cuadrado Bello), fotbalist columbian
- 29 mai: Mihai Costea (Mihai Alexandru Costea), fotbalist român (atacant)
- 29 mai: Andrei Nechita, ciclist român
- 29 mai: Carmen Martín, handbalistă spaniolă
- 30 mai: Raymond Lukacs (Raymond Barna Lukács), fotbalist român (atacant)
- 31 mai: Aida-Cristina Căruceru, politiciană română
- 31 mai: Laura Ioana Paar, jucătoare română de tenis

## Decese
- 18 mai: Brandon Rhys-Williams, 60 ani, politician britanic (n. 1927)
- 21 mai: Dino Grandi, politician italian (n. 1895)
- 22 mai: Heinrich Zillich, 90 ani, scriitor german (n. 1898)
- 27 mai: Ernst Ruska, 81 ani, fizician german laureat al Premiului Nobel (1986), (n. 1906)
- 28 mai: Arthur Kreindler, 88 ani, medic neurolog român (n. 1900)